# عملية نيكل غراس
عملية نيكل غراس (بالإنجليزية: Operation Nickel Grass) هو الاسم الرمزي الذي أطلق على الجسر الجوي الإستراتيجي الذي نفذته الولايات المتحدة لتوصيل الأسلحة والإمدادات إلى إسرائيل خلال حرب أكتوبر عام 1973. ففي الفترة بين 14 أكتوبر و14 نوفمبر من ذلك العام، شحنت قيادة النقل الجوي العسكري التابعة لسلاح الجو الأمريكي نحو 22,325 طنًا من الإمدادات، بما في ذلك الدبابات والمدفعية والذخيرة، عبر العديد من الرحلات باستخدام طائرات سي-١٤١ ستارليفتر و لوكهيد سي٥ جلاكسي . نُفذت هذه المبادرة بهدف تحسين وضع الجيش الإسرائيلي في مواجهة الهجوم المشترك واسع النطاق الذي شنته مصر وسوريا، واللتين تلقيتا دعمًا واسعًا من الاتحاد السوفيتي في ذلك الوقت.
في 19 أكتوبر، وبعد نحو أسبوعين من بدء عملية بدر المصرية، تعهدت الولايات المتحدة بدعم إسرائيل في حربها ضد الدول العربية. وكان قد سبق ذلك اتفاق بين منظمة الأقطار العربية المصدرة للبترول (أوبك) لاستخدام "سلاح النفط" لمنح الجانب العربي ميزة في النزاع العربي–الإسرائيلي. ومع اندلاع الأعمال القتالية، أعلنت أوابك بقيادة الملك فيصل بن عبد العزيز آل سعود فرض حظر نفطي شامل على الولايات المتحدة والدول الأخرى التي قدمت أي نوع من الدعم لإسرائيل في مواجهتها للهجوم العسكري العربي. وقد أسفر هذا القرار، إلى جانب فشل المفاوضات بين المصدرين وشركات النفط الكبرى بشأن الأسعار والإنتاج، عن اندلاع أزمة النفط عام 1973. وعلى الرغم من ذلك، استمرت الولايات المتحدة في دعم إسرائيل، وانتهت الحرب في 25 أكتوبر بعد التوصل إلى وقف لإطلاق النار. وتم رفع الحظر النفطي في مارس 1974.
كان لأزمة النفط تأثير اقتصادي كبير، مما أثّر على قرارات صانعي السياسات الأمريكيين في المستقبل، وأعاد تشكيل السياسة الخارجية الأمريكية، خاصة تجاه الشرق الأوسط. كما أدت عملية الجسر الجوي الأمريكي لإسرائيل، والحظر العربي على الولايات المتحدة، إلى تحول كبير في ديناميكيات العلاقة بين السعودية والولايات المتحدة.

## خلفية الأحداث
فوجئت إسرائيل، وكذلك الولايات المتحدة ومعظم دول العالم، في 6 أكتوبر 1973 عندما شنت مصر وسوريا هجومًا مفاجئًا على شبه جزيرة سيناء ومرتفعات الجولان على التوالي. وكان الاتحاد السوفيتي قد زوّد مصر وسوريا بأكثر من 600 صاروخ أرض-جو متقدم، و300 طائرة مقاتلة من طراز ميغ-21، و1,200 دبابة، ومئات الآلاف من الأطنان من المواد الحربية. وأمام الموقف الحرج الذي وجدت إسرائيل نفسها فيه، قام هنري كيسنجر، وزير الخارجية الأمريكي ومستشار الأمن القومي للرئيس ريتشارد نيكسون، بترتيب نقل بعض الإمدادات – بما في ذلك الذخيرة ومنتجات "تكنولوجية عالية" وصواريخ AIM-9 سايدويندر – عبر شركة الطيران الإسرائيلية إلعال من قاعدة بحرية أمريكية في ولاية فيرجينيا. وقد بدأت جهود متواضعة بهذا الاتجاه، وكان كيسنجر يأمل في الحفاظ على أقل مستوى ممكن من التورط العلني في الصراع.
في 8 أكتوبر، وافقت رئيسة الوزراء الإسرائيلية غولدا مائير على تجهيز 13 رأسًا نوويًا بقوة 20 كيلوطن من النوع المحمول على صواريخ أريحا وطائرات F-4 فانتوم II، استعدادًا لاستخدامها ضد أهداف سورية ومصرية، وقد جرى تجهيز هذه الأسلحة بشكل سهل الرصد، ويُعتقد أن ذلك كان إشارة متعمدة إلى الولايات المتحدة. علم كيسنجر بهذا التصعيد النووي المهدِّد صباح يوم 9 أكتوبر. وفي اليوم نفسه، أصدرت مائير نداءً شخصيًا تطلب فيه مساعدة عسكرية، وهو ما رفضته الدول الأوروبية. أما الرئيس نيكسون، فأمر حينها ببدء عملية نيكل غراس، بهدف تعويض كل خسائر إسرائيل من المعدات العسكرية. وقد اتُخذ هذا القرار في اليوم نفسه الذي بدأت فيه القيادة السوفيتية عملية إعادة تزويد القوات العربية بالإمدادات عن طريق البحر. 
ادّعى الصحفي سيمور هيرش في كتابه عام 1991 أن هناك "أدلة غير رسمية" تشير إلى أن كيسنجر أخبر أنور السادات أن سبب الجسر الجوي الأمريكي كان أن إسرائيل كانت على وشك اللجوء إلى الخيار النووي. لكن في مقابلات لاحقة، نفى كيسنجر، ووزير الدفاع جيمس شليسنجر، والمستشار ويليام كوانت، أن يكون التهديد النووي الإسرائيلي هو السبب الرئيسي، وأكدوا أن إعادة التزويد السوفيتية ورفض السادات المبكر لوقف إطلاق النار كانا الدافعين الأساسيين لبدء العملية.

## تفاصيل العملية
بعد انهيار إسرائيل المفاجئ في حرب 1973 واستمرار القتال لمدة 6 أيام كانت الخسائرالإسرائيلية في المدرعات والطائرات والأفراد لا تحصى، هذا بخلاف سقوط خط بارليف في يد المصريين واستيلائهم عليه وتحرير بعض المدن المصرية في سيناء.
بعثت جولدا مائير رئيسة الوزراء الإسرائيلية نداء استغاثة إلى الرئيس الأمريكي كانت أهم عبارة بها (أنقذونا من الطوفان المصري). وعلى الفور تحرك الحلفاء الأمريكيين وأقاموا جسرا ً جويا ًلتعويض الجيش الأسرائيلى عما خسره في الحرب من طائرات ودبابات وخلافه منذ يوم 10 أكتوبر بصورة غير رسمية.
ومنذ 13 أكتوبر بصورة رسمية وسميت بعملية نيكل جراس واستخدمت فيها طائرات سي 5 گالاكسي وسي 141 (طائرات نقل عسكرية أمريكية عملاقة)، ولم تكلف إسرائيل بطائرات الجامبو السبع لشركة العال لنقل احتياجاتها من الأسلحة والمعدات، ولذلك عملت محاولات لاستئجار طائرات مدنية أمريكية لسرعة أجراء النقل لكن شركات الطيران رفضت التعاون خوفا من المقاطعة العربية.

## النتائج
أدت عملية نيكل غراس إلى آثار فورية وعميقة:
- كانت الدول العربية الأعضاء في أوبك قد أعلنت أنها ستحد أو توقف شحنات النفط إلى الولايات المتحدة والدول الأخرى إذا قدمت دعمًا لإسرائيل في الحرب. وبالفعل، وفت تلك الدول بتهديدها، وفرضت حظرًا نفطيًا كاملًا على الولايات المتحدة، ما أدى إلى ارتفاع هائل في أسعار النفط، ونقص في الوقود، ودخول الولايات المتحدة في أزمة النفط عام 1973.

- كشفت العملية أيضًا عن نقص حاد في قدرات النقل الجوي الأمريكية، خاصة فيما يتعلق بالحاجة إلى قواعد انطلاق جوية في الخارج. وبدون مساعدة البرتغال التي سمحت باستخدام قواعدها الجوية، لما كانت العملية ممكنة أصلًا. ونتيجة لذلك، وسعت الولايات المتحدة قدراتها في التزود الجوي بالوقود بشكل كبير، وأصبح تنفيذ عمليات الطيران طويلة المدى هو المعيار الجديد.

- تناول تقرير صادر عن مكتب المحاسبة الحكومي الأمريكي أوجه القصور في طائرة C-141A، مما أدى إلى تطوير نسخة محسّنة هي C-141B، حيث أُعيدت الطائرات إلى ولاية جورجيا، وتم قصّها من المقدمة والمؤخرة، وإطالة هيكلها لإضافة ثلاث حمولات إضافية، كما زُودت بقدرة التزود بالوقود في الجو.

- أكدت العملية أيضًا صحة قرار القوات الجوية الأمريكية بشراء طائرات C-5 Galaxy. فمنذ دخولها الخدمة عام 1970، كانت تلك الطائرات تُعاني من مشاكل تقنية عديدة، ورغم إعلان القوات الجوية الأمريكية أنها أصلحت هذه المشاكل، إلا أن وسائل الإعلام كانت لا تزال تعتبرها فشلًا مكلفًا. لكن خلال عملية نيكل غراس، نقلت طائرات C-5 حوالي 48% من إجمالي الشحنات، عبر 145 رحلة فقط من أصل 567. كما أنها حملت شحنات ضخمة الحجم لا تتسع لها الطائرات الأصغر، مثل:

1. دبابات M60 Patton
2. مدافع M109
3. أنظمة رادار أرضية
4. وحدات جر متنقلة
5. مروحيات CH-53 Sea Stallion
6. مكونات طائرات A-4 Skyhawk

هذا الأداء أثبت أهمية طائرات C-5 وشرّع وجودها ضمن الأسطول الجوي الأمريكي.
تعرّض الجنرال جورج براون، رئيس هيئة الأركان المشتركة الأمريكية، للتوبيخ من قبل الرئيس جيرالد فورد بعد أن وجّه انتقادات علنية لعملية إعادة الإمداد. ووفقًا لمجلة تايم، شملت انتقاداته رأيًا مثيرًا للجدل مفاده أن الجسر الجوي كان مدفوعًا جزئيًا بنفوذ اليهود في النظام المصرفي الأمريكي.

## اقرأ أيضا
- حرب أكتوبر
- العلاقات العسكرية بين الولايات المتحدة وإسرائيل
- أزمة النفط (1973)